# Silvertejp
| Silvertejp |
| --- |
| Exempel på silvertejp i bredden 50 mm. - Betydelse – enkelhäftande vävtejp - Bakgrund – 1800-talet, andra världskriget - Olika namn – jesustejp; duck tape, duct tape (på engelska) |

Silvertejp (engelska: duck tape, duct tape är en enkelhäftande vävtejp med självhäftande sida. Internationellt och under olika tider har produkten marknadsförts i många olika färger, kvalitéer och med olika benämningar.
I Sverige är silverfärgen vanlig, vilket här gett tejpen dess namn. I finlandssvenska används även benämningen silvertejp.

## Allmänt och historik
Produkten används mestadels till att laga, bunta och täta olika föremål. Silvertejp består vanligtvis av ett ryggmaterial i skyddande yta, en väv undertill för att ge tejpen styrka och stabilitet samt ett häftämne som vanligtvis består av gummi eller akrylat. 
Produkterna finns i olika bredder och tjocklekar, vilket ofta baseras på hur kraftig väven i tejpen är samt mängd häftämne. En vanlig bredd är 50 mm (cirka 2 tum), en vanlig tjocklek 0,15 mm (6 mil), men tejpen finns i tjocklekar upp till 0,35 mm (14 mil).

### Duck tape
Den engelska benämningen duck tape är belagd sedan 1899. Namnet avser en remsa av kraftigt och enkelt tyg av bomull vävd i tuskaft, så kallat Cotton Duck eller bara Duck. Sådana produkter användes för olika ändamål men fick sitt stora genomslag under andra världskriget, då fabriksarbetaren Vesta Stoudt(en) i ett brev till president Roosevelt gav förslaget att använda "a strong cloth tape" för att återförsluta ammunitionslådor. Syftet med tejpen, som från 1942 (eller 1943) kom att tillverkas av Johnson & Johnson för USA:s armé, var bland annat att hålla fukten borta från ammunitionen.
Tejpen var enkel att riva av, applicera och ta bort, och den fick snabbt ytterligare användningsområden för att snabbt reparera militär utrustning. Detta inkluderade reparation av flygplan, stövlar, fordon och vapen.

### Duct tape
Så småningom kom fler kvalitéer och användningsområden, bland annat för att hålla samman ventilationskanaler. Detta har gett namnet duct tape, där duct är engelska för just ventilationskanal.
Benämningen duct tape är belagd sedan 1950-talet, en tid som sammanföll med en stor "byggboom" i USA. Det var också i rollen som hantverkarmaterial för rörarbeten som tejpen bytte färg från det militärt olivgröna till den silvriga variant som numera är vanligast.

### Senare historik
Silvertejp har även använts på andra ställen än den här planeten. Vid Apollo 13-expeditionen 1970 reparerades ett trasigt koldioxidfilter med hjälp av silvertejp. Under månfärden 1972 användes silvertejp för att reparera en stänkskärm på månbilen som gått sönder.

## Gaffatejp
En snarlik tejpsort är gaffatejp (engelska: gaffer tape). Denna är snarlik silvertejpen men har syntetgummibas och därför kan tas bort utan att tejprester fastnar på underlaget. Namnet kommer av att den används av gaffers som arbetar med belysning under filminspelningar.
Denna tejptyp utvecklades av ljudteknikern Ross Lowell(en) när han arbetade med en filminspelning i slutet av 1950-talet. Han hade då behov av en tejp som var lämplig för att snabbt hänga upp kablar, lampor och liknande under inspelningen men som sedan kunde tas bort.